# 湯臣集團
湯臣集團有限公司（英語：Tomson Group Limited，其前身為湯臣太平洋有限公司及浦東開發集團有限公司 ），簡稱湯臣集團，是一家在臺湾成立、於香港上市，主要業務為投資上海地區房地产的企业。

## 历史

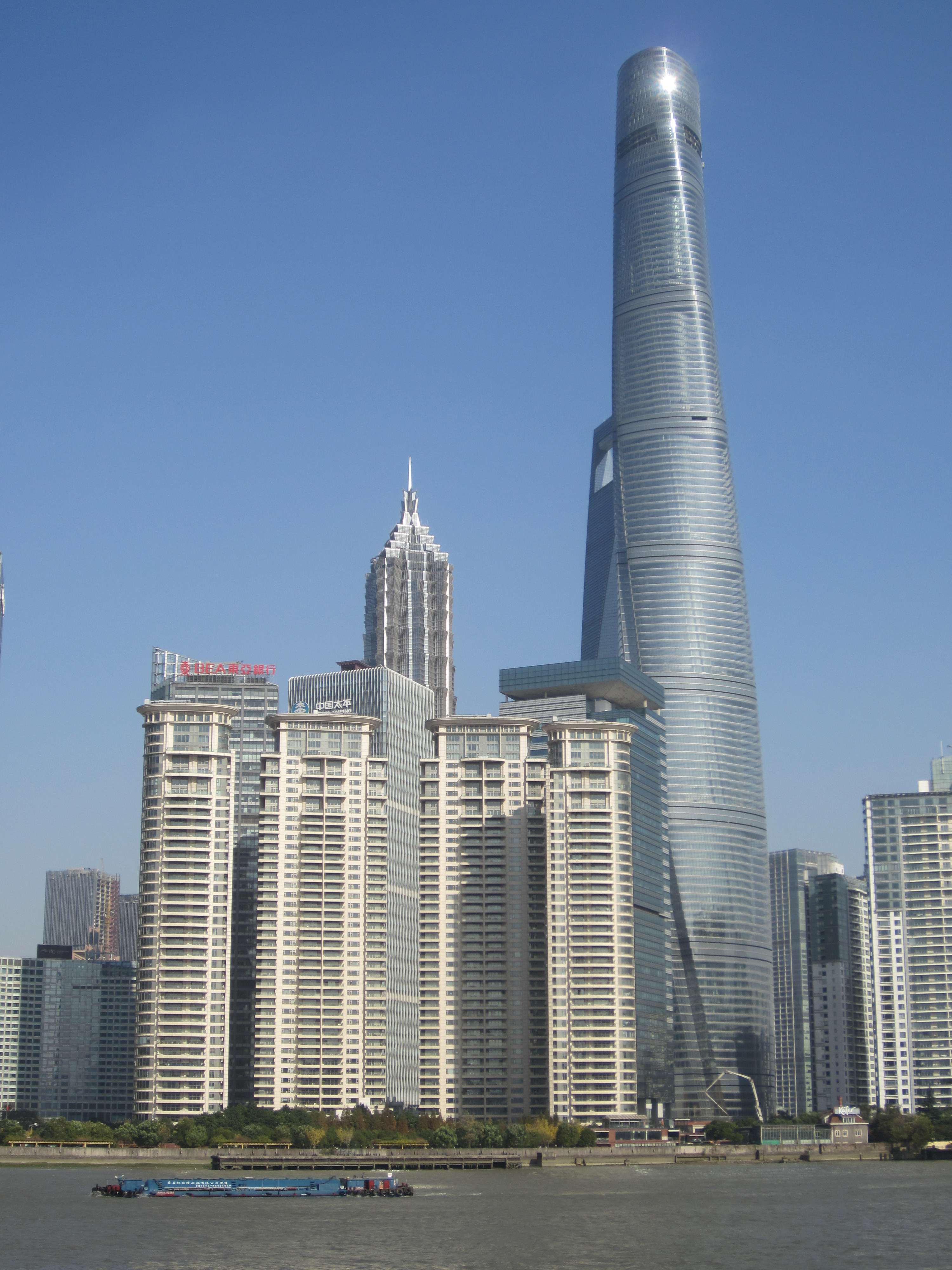
上海汤臣一品

汤臣集团是由汤君年所创立，后在香港上市，鼎盛时期曾控制四家香港上市公司。在創辦人因病逝世( 享年56歲）後，公司由其妻徐楓接任董事局主席和董事總經理。
1992年，湯臣集團從上海浦东开发开始，积极进军上海地产业，购置浦东多处地产并进行开发，被誉为是“浦东第一地主”，旗下产业包括汤臣高尔夫别墅、汤臣高尔夫球场、汤臣一品、汤臣豪园、汤臣金融大厦、汤臣商务中心和新亚汤臣洲际酒店（现上海锦江汤臣洲际大酒店）等。
除此之外，汤臣集团還經營娛樂事業，包括湯臣國際娛樂發行有限公司、湯臣國際娛樂有限公司等。
2010年，湯臣集團在天津市發展首個大型商業項目津灣廣場，2017年完工。

## 商業欺詐事件
1993年，商業罪案調查科正式調查湯臣集團收購奔達國際（鵬利國際前身，其後私有化，當時代號是0268.HK）時，發現該筆交易有違反法律之可能；1999年，當局宣判該公司相關人等無罪。

## 汤臣投資有限公司
汤臣投資有限公司，簡稱湯臣投資 （英語：TOMSON INVESTMENT LIMITED，已自港交所除牌，原牌號0258.HK），是一家在1988年12月9日由永盛財務有限公司更名而來的的企業，現只經營香港和澳門的房地產及股票投資業務。在1989年11月15日，由湯臣太平洋有限公司（湯臣集團有限公司前身）取代上市之前，為開拓中國內地房地產業務，曾在開曼群島註冊一家控股公司。